# 라이너스 로치
라이너스 윌리엄 로치(영어: Linus William Roache, 1964년 2월 1일 ~ )는 잉글랜드의 배우이다. 드라마 《로앤오더》 시리즈의 마이클 커터 역, 《바이킹스》의 에그버트 왕 역 등으로 알려져 있다. 영화 《배트맨 비긴즈》(토머스 웨인 역), 《논스톱》(기장 역) 등에서 조연으로 출연하였다.

## 출연 작품
- 시암 선셋
- 윈스턴 처칠의 폭풍전야
- 리딕: 헬리온 최후의 빛
- 배트맨 비긴즈
- 맨디 - 제레미아 역
- 라스트 풀 메저